# Carballedo (Allande)
Carballedo (en eonaviego, Carbaéu) es una aldea perteneciente a la parroquia de Villagrufe, en el concejo de Allande, comarca del Narcea, Principado de Asturias, España.